# ليسي
إليزابيث كورون موريوس (Elisabeth Corrin Maurus) و تعرف أكثر باسم ليسي (Lissie) هي مغنية وكاتبة أغاني أمريكية من مواليد 26 نوفمبر 1982.بدأت مشوارها الموسيقي سنة 2006 و في عام 2009 أطلقت أول ألبوم لها تحت اسم (بالإنجليزية: Why you Run in)‏.

## الجوائز والترشيحات
| السنة | Award[بحاجة لمصدر] | العمل المرشح                      | الصنف                | النتيجة |
| ----- | ------------------ | --------------------------------- | -------------------- | ------- |
| 2010  | آي تيونز           | When I'm Alone                    | أغنية العام          | فوز     |
| 2010  | مجلة بيست magazine | ليسي                              | أفضل فنان منفرد جديد | فوز     |
| 2010  | مجلة بيست magazine | Bad Romance, Pursuit of Happiness | Cover of the Year    | فوز     |
| 2010  | Q Awards           | ليسي                              | أفضل فنان صاعد       | رُشِّح     |

## روابط خارجية
- ليسي على موقع IMDb (الإنجليزية)
- ليسي على موقع ميوزك برينز (الإنجليزية)
- ليسي على موقع أول ميوزيك (الإنجليزية)
- ليسي على موقع ديسكوغز (الإنجليزية)